# Антибактериальное покрытие

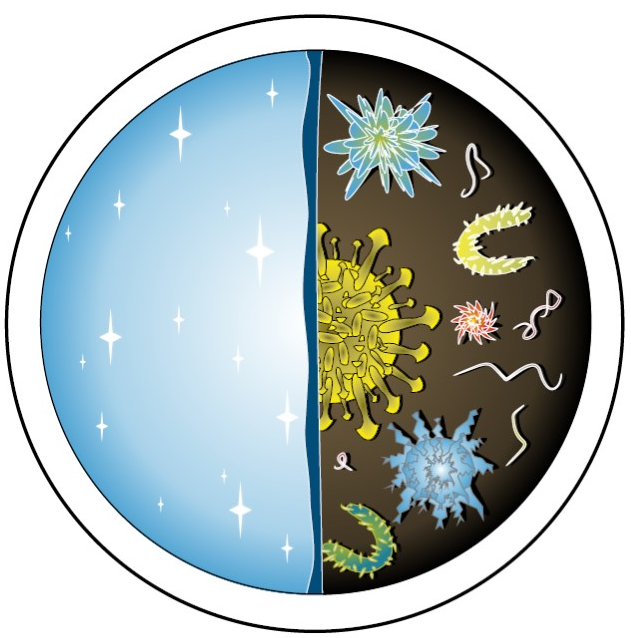

Антибактериальное покрытие (антимикробное покрытие) — материалы и вещества, сгруппированные на поверхности предметов, ограничивающие или предотвращающие рост и размножение микроорганизмов. Такие поверхности отличаются от антисептиков тем, что в отличие от последних они оказывают длительное антимикробное воздействие.
Нанесенное на поверхность, создает прочную пленку нанокерамики толщиной до 1 мкм, содержащую специально синтезированную форму действующих компонентов, на основе соединений серебра и структурированного углерода. При полной безопасности для человека серебро является сильнодействующим биоцидом. Антимикробная активность серебра известна с давних времен. Современные исследования доказали эффективность серебра в борьбе с вирусами. Покрытие обладает антигрибковым эффектом и борется с вирусами, дрожжами, плесенью, бактериями.

## Принцип действия
По принципу действия различают покрытия ионного воздействия на основе металлов (чаще всего серебра, а также меди и цинка), фотокатализ на основе выделения активных радикалов под воздействием света, бактериостатические на основе природных и синтезированных антибиотиков таких, как сульфаниламиды (длительность воздействия таких покрытий зачастую ниже, чем у ионных) а также структурное воздействие, препятствующее нормальной функции микроорганизмов (чаще применяемое в антифоулинге).

### Ионное воздействие
Основано на выделении ионов металлов из коллоидных или металлических фракций с последующим воздействием положительно заряженного иона (чаще всего серебра или меди) на оболочку бактерии, а также на РНК. Такие покрытия могут служить очень продолжительное время, если они закреплены в надежной аморфной матрице (нанокерамика, краски, покрошковые покрытия). Покрытия безвредны для человека, что доказали научные исследования Дирка Хёфера и Тимо Р. Хаммера.
Бактериостатическое воздействие
На основе природных и синтетических антибиотиков, таких, как хитозан или сульфаниламид и др.

### Фотокаталитические воздействие
В процессе фотокатализа (в присутствии фотокатализатора, фотонов и воды) образуется сильный окислитель, способный преобразовывать органические вещества в углекислый газ и воду. Наиболее сильным окислителем в фотокатализе является диоксид титана (TiO2) в форме анатаза.

### Структурное воздействие
Создание на защищаемой поверхности дополнительной поверхности, предотвращающей размножения организмов и бактерий

## Испытания
Наиболее частый метод измерения антимикробности поверхности является метод JIS Z 2801. Разработанный по японскому стандарту метод JIS Z 2801 стал отраслевым стандартом антимикробных свойств твердых поверхностей.
Области применения
Рынок антимикробных покрытий по принципу воздействия распределён следующим образом:
50 % приходится на покрытия с металлическими ионами
25 % бактериостатические покрытия на основе антибиотиков
20 % фотокаталитические (чаще всего на основе диоксида титана)
5 % остальные

## Применение
В современном промышленном производстве основное внимание уделяется антимикробным поверхностям из-за широкого спектра эффектов. Здесь большую роль покрытий наряду с антимикробными свойствами играют также и фунгицидные (противогрибковые) характеристики, что позволяет применять покрытия в кондиционерах и системах вентиляции, а также:
В пищевой промышленности — технологическое оборудование, спецодежда и СИЗ, специальный инструмент, специальная техника и другое;
В животноводстве — спецодежда и СИЗ, специальная техника, технологическое оборудование, специальный инструмент и другое;
Аналогично в других видах промышленности.
В местах, где контакт людей через предметы неизбежен:
Торговые и бизнес центры, многоэтажные дома, отели, магазины, общественный транспорт, салоны красоты, фитнес центры, парикмахерские, бассейны, СПА
В больницах и амбулаторных медицинских учреждениях — покрывают медицинские приборы, стены и медицинскую мебель;
В быту могут покрываться, ручки дверей, выключатели света, канцелярские товары, сантехника, кухни, банковские карты и все остальное где может наблюдаться скопление бактерий